# Вольф, Георг
Георг Вольф (нем. Georg Wolff; 1 октября 1882, Берлин — 5 ноября 1967, Берлин) — германский педагог.
Преподавал в школах и гимназиях Берлина. С 1919 г. редактор «Всеобщей германской учительской газеты», органа Германского учительского общества; в 1925 г. избран председателем Общества и возглавлял его вплоть до ликвидации в 1933 году, осуществлённой национал-социалистами в рамках политики гляйхшальтунга. Состоял в Немецкой демократической партии, входил в её комиссию по культуре (1927) и комиссию по партийному строительству (1929). Выступал с разнообразными статьями и речами по вопросам организации германского школьного образования; некоторые из них выходили отдельными изданиями, избранные работы были выпущены к 50-летию Вольфа под названием «Немецкий ребёнок и немецкое будущее» (нем. Um deutsches Kind und deutsche Zukunft; 1932).
В нацистской Германии отошёл от активной деятельности, сохранив за собой лишь должность советника по школьным делам в округе Нидербарним к северо-востоку от Берлина; покровительствовал преподававшему в одной из школ округа Адольфу Рейхвейну. После Второй мировой войны был референтом по культуре и образованию в берлинском отделении Либерально-демократической партии Германии, в партийном издательстве была опубликована серия его брошюр.